# Persona Non Grata
Das Magazin Persona Non Grata wurde im Februar 1990 in Leipzig von Tom Weber und Jörg Baatzsch gegründet und wird seit 1995 vom gleichnamigen Verein herausgegeben. Derzeit erscheint das Magazin einmal im Quartal. Man sieht sich nicht zuletzt dem kritischen Musikjournalismus verpflichtet, behandelt jedoch nicht ausschließlich diesbezügliche Themen.
Die PnG versteht sich dabei als ein möglichst unabhängig agierendes Instrument, das zwar einen Teil der Produktionskosten über Werbung finanzieren muss, jedoch als e. V. keine größeren Gewinne erwirtschaften darf. Damit ist ein für Umfang und Ausstattung des Heftes niedriger Verkaufspreis garantiert.
Den Heften liegen seit 1999 in der Regel Tonträger bei – von der einfachen CD über Vinylsingles bis hin zur LP. Die darauf vertretenen Labels werden von der Redaktion ausgewählt und mit Artikeln im jeweiligen Heft vorgestellt und unterstützt. PnG versteht den Independent-Gedanken dabei derart, dass möglichst kleinere, (noch) unbekannte, auf jeden Fall aber hochwertige und wichtige Plattenfirmen zu Gehör gebracht werden sollen.
Seit 2001 widmet sich die PnG verstärkt dem gegenwartsliterarischen Schaffen. So kommen einmal pro Ausgabe Schriftsteller in einem Interview bzw. mittels Ausschnitten ihrer veröffentlichten oder noch nicht gedruckten Texte zu Wort. Zusätzlich wird – als Gegengewicht zum musikalischen Rezensionsteil – eine kleine Auswahl von Büchern besprochen.
Auch grafisch und gestalterisch will PnG federführend sein. Für die Cover-Ästhetik ist der Grafiker P.M. Hoffmann zuständig, das Layout kreierte Markus Wustmann.
Seit 2004 werden, wie schon einmal Ende der neunziger Jahre, regelmäßig PnG-Radiosendungen produziert. Im zweiwöchentlichen Wechsel gibt es jeweils eine Stunde das Phonographische Quartett, bei dem vier Redakteure ihre Platten des Monats vorstellen, und PnG on air. Letztere Sendung stellt in gut recherchierten Specials bemerkenswerte Plattenlabels und deren Künstler vor.
15 Jahre nach der Gründung, also im Herbst 2005, wurde das Heft erstmals deutschlandweit über Grossisten vertrieben. Es ist seither an Bahnhöfen und Flughäfen zu beziehen.

## Edition Persona Non Grata
Neben dem regulären Heft erscheinen in der sog. Edition Persona Non Grata unterschiedliche Publikationen aus dem PnG-Umfeld. Zum Beispiel:
- BONTA #1, mit exklusiven Tracks von Monta und Phillip Boa & The Voodooclub auf einer Tandem-Sieben-Inch. Im Begleitbuch Texte von u. a. Sibylle Berg, Jürgen Noltensmeier, Tom Weber, Steffen Fröbel und Oliver Feiler.
- Fruchtfliege, Roman von Tom Weber – inspiriert von dem Nada-Surf-Album Let Go.